# Steinheuterode
Steinheuterode é um município da Alemanha localizado no distrito de Eichsfeld, estado da Turíngia.  Pertence ao Verwaltungsgemeinschaft de Uder.

## Demografia
Evolução da população (em 31 de dezembro):
| - 1994 - 239 - 1995 - 250 - 1996 - 265 - 1997 - 281 | - 1998 - 288 - 1999 - 301 - 2000 - 299 - 2001 - 308 | - 2002 - 299 - 2003 - 296 - 2004 - 286 |

Fonte: Datenquelle - Thüringer Landesamt für Statistik